# Peski (Kaliningrad, Polessk)
Peski (russisch Пески, deutsch Parwischken, 1938 bis 1945 Parwen, litauisch Parviškiai) ist ein Ort in der russischen Oblast Kaliningrad. Er gehört zur kommunalen Selbstverwaltungseinheit Stadtkreis Polessk im Rajon Polessk.

## Geographische Lage
Peski am ehemals Parwe genannten Flüsschen, heute russisch Lugowaja, liegt 33 Kilometer östlich der Kreisstadt Polessk (Labiau) an einer Nebenstraße, die Saretschje (Schwirgslauken/Herzfelde) mit Bolschakowo (Groß Skaisgirren/Kreuzingen) verbindet. Die nächste Bahnstation ist Bolschakowo-Nowoje an der Bahnstrecke Kaliningrad–Sowetsk (Königsberg–Tilsit).

## Geschichte
Das einst Parwischken genannte kleine Dorf bestand vor 1945 lediglich aus einigen Höfen. Am 26. März 1874 wurde es Amtsdorf und damit namensgebend für einen Amtsbezirk, der zum Kreis Niederung (1938 bis 1945 Kreis Elchniederung) im Regierungsbezirk Gumbinnen der preußischen Provinz Ostpreußen gehörte. Am 3. Juni – mit amtlicher Bestätigung vom 16. Juli – des Jahres 1938 wurde Parwischken aus ideologischen Gründen der Beseitigung fremdländisch klingender Ortsnamen in „Parwen“ umbenannt. 
Mit dem nördlichen Ostpreußen kam das Dorf 1945 in Folge des Zweiten Weltkriegs zur Sowjetunion. Im Jahr 1947 erhielt es den russischen Namen Peski und wurde gleichzeitig dem Dorfsowjet Salessowski selski Sowet im Rajon Bolschakowo zugeordnet. Seit 1965 gehört der Ort zum Rajon Polessk. Von 2008 bis 2016 gehörte Peski zur Landgemeinde Salessowskoje selskoje posselenije und seither zum Stadtkreis Polessk.

### Einwohnerentwicklung
| Jahr | Einwohner |
| ---- | --------- |
| 1910 | 213       |
| 1933 | 218       |
| 1939 | 197       |
| 2002 | 7         |
| 2010 | 1         |

### Amtsbezirk Parwischken/Parwen (1874–1945)
Der 1874 errichtete Amtsbezirk Parwischken, der zwischen 1939 und 1945 „Amtsbezirk Parwen“ hieß, bestand anfangs aus 15 einzelnen Gemeinden:
| Name                      | Änderungsname 1938 bis 1945 | Russischer Name  | Bemerkungen                                                           |
| ------------------------- | --------------------------- | ---------------- | --------------------------------------------------------------------- |
| Alt Gründann              |                             |                  | 1895 in die Landgemeinde Endrejen eingegliedert                       |
| Borstehlischken           | Borstehnen                  |                  |                                                                       |
| Endrejen                  | Ossafelde                   | Pobedino         |                                                                       |
| Groß Wixwen               | Vielbrücken                 | Pobedino         |                                                                       |
| Kischen                   |                             | Wischnjaki       |                                                                       |
| Klein Skaisgirren         | Kleinkreuzingen             | Radischewo       | 1924 in die Landgemeinde Schudledimmen eingegliedert                  |
| Kriplauken Weide          | seit 1893: Wilhelmsheide    | Selenopolewskoje |                                                                       |
| Kumpelken                 | Kämpen                      |                  |                                                                       |
| Marienhof Kreis Niederung |                             |                  |                                                                       |
| Ossupönen                 |                             |                  | 1938 in die Gemeinde Endrejen eingegliedert                           |
| Parwischken               | Parwen                      | Peski            |                                                                       |
| Parwe Wiesen              |                             |                  | 1895 in die Landgemeinde Plicken, Amtsbezirk Uszballen, eingegliedert |
| Schudledimmen             | Schulzenwiese               | Nowostrojewskoje |                                                                       |
| Wegnerminnen              | Wegnersdorf                 |                  |                                                                       |
| Wirblauken                | Rutenfelde                  |                  |                                                                       |

Am 1. Januar 1945 bildeten noch die zehn Gemeinden Borstehnen, Kämpen, Kischen, Ossafelde, Parwen, Rutenfelde, Schulzenwiese, Vielbrücken, Wegnersdorf und Wilhelmsheide den Amtsbezirk Parwen.

## Kirche
Die Bevölkerung Parwischkens resp. Parwens war vor 1945 fast ausnahmslos evangelischer Konfession. Das Dorf war in das Kirchspiel der Kirche Skaisgirren (Groß Skaisgirren, 1938 bis 1946 Kreuzingen, heute russisch: Bolschakowo) eingepfarrt und gehörte zum Kirchenkreis Niederung (Elchniederung) in der Kirchenprovinz Ostpreußen der Kirche der Altpreußischen Union. Heute liegt Peski im Einzugsbereich der neu entstandenen evangelisch-lutherischen Gemeinde in Bolschakowo, einer Filialgemeinde der Salzburger Kirche in Gussew (Gumbinnen) in der Propstei Kaliningrad (Königsberg) der Evangelisch-lutherischen Kirche Europäisches Russland.